# Gåaholmen
Gåaholmen est une île norvégienne dans le comté de Hordaland. Elle appartient administrativement à Austevoll.

## Géographie
Rocheuse et désertique, elle s'étend sur environ 206 m de longueur pour une largeur approximative de 93 m. Elle est reliée par une jetée à Hevrøya.